# Helgeroa/Nevlunghamn
Helgeroa/Nevlunghamn este o localitate din comuna Larvik, provincia Vestfold, Norvegia, cu o suprafață de 1,48 km² și o populație de 1.755 locuitori (2013).